# 加利纳 (阿拉斯加州)
加利纳（英語：Galena），是美国阿拉斯加州的一座城市。该市的人口在2000年为675人，2010年有470人。人口在阿拉斯加州排行第62。